# Bombylisoma argyropygum
Bombylisoma argyropygum är en tvåvingeart som först beskrevs av Christian Rudolph Wilhelm Wiedemann 1821.  Bombylisoma argyropygum ingår i släktet Bombylisoma och familjen svävflugor. Inga underarter finns listade i Catalogue of Life.